# Episodi di Peak Practice (settima stagione)
La settima stagione della serie televisiva Peak Practice è stata trasmessa in anteprima nel Regno Unito dalla Independent Television tra il 5 gennaio 1999 e il 6 aprile 1999.
| nº | Titolo originale          | Titolo italiano | Prima TV UK      | Prima TV Italia |
| -- | ------------------------- | --------------- | ---------------- | --------------- |
| 1  | Race Against Time         |                 | 5 gennaio 1999   |                 |
| 2  | The Ties That Bind        |                 | 12 gennaio 1999  |                 |
| 3  | Turn a Blind Eye          |                 | 19 gennaio 1999  |                 |
| 4  | Comrades in Arms          |                 | 26 gennaio 1999  |                 |
| 5  | Passion                   |                 | 2 febbraio 1999  |                 |
| 6  | Map of the Heart (Part 1) |                 | 9 febbraio 1999  |                 |
| 7  | Map of the Heart (Part 2) |                 | 23 febbraio 1999 |                 |
| 8  | Before the Lights Go Out  |                 | 2 marzo 1999     |                 |
| 9  | Fighting Chance           |                 | 9 marzo 1999     |                 |
| 10 | No Bounds                 |                 | 16 marzo 1999    |                 |
| 11 | Take Her Back             |                 | 23 marzo 1999    |                 |
| 12 | Single Minded             |                 | 30 marzo 1999    |                 |
| 13 | The Nature of Things      |                 | 6 aprile 1999    |                 |